# کونوشا
کونوشا (به لاتین: Konosha) یک شهرک در استان آرخانگلسک در کشور روسیه است.